# Цвисслер, Карл Мария
Карл Мария Цвисслер (нем. Karl Maria Zwissler; 12 августа 1900, Людвигсхафен — 15 сентября 1984, Майнц) — немецкий дирижёр.

## Биография
Вырос в Мюнхене. Учился у Бернхарда Зеклеса и Ханса Кнаппертсбуша, частным образом занимался композицией у Ханса Пфицнера.
В 1924 году дебютировал как дирижёр в Баварской опере, затем работал в Брно, Дюссельдорфе, Дармштадте. С 1933 г. капельмейстер, в 1935—1936 гг. художественный руководитель Франкфуртской оперы. В 1930-е был главным германским пропагандистом музыки Игоря Стравинского.
В 1936—1966 гг. — генеральмузикдиректор Майнца. Одновременно в 1946—1947 гг. руководил Филармоническим оркестром Пфальца, начав процесс его восстановления после Второй мировой войны.
Многолетнее творческое содружество связывало Цвисслера с композитором Херманом Ройтером, посвятившим ему ряд своих произведений 1930—1970-х годов.